# 53237 Simonson
53237 Simonson este o planetă minoră (asteroid), cu un diametru de 5,26 km, din centura de asteroizi. A fost descoperită pe 9 februarie 1999 la Goodricke-Pigott Observatory⁠(d) de Roy A. Tucker⁠(d) și a fost numită după Walt Simonson⁠(d). 
Obiectul prezintă o orbită caracterizată de o semiaxă mare de 3,1250144025045 UAi, o excentricitate de 0,25, o înclinație de 15,9 ° în raport cu ecliptica.